# Dicranomyia (Dicranomyia) rostrifera
Dicranomyia (Dicranomyia) rostrifera is een tweevleugelige uit de familie steltmuggen (Limoniidae). De soort komt voor in het Nearctisch gebied.